# Manuel Gutiérrez Martín
Manuel Gutiérrez Martín OMI (* 1. Januar 1913 in Fresno del Río; † 24. Juli 1936 in Pozuelo, Madrid) war ein spanischer Oblate der Makellosen Jungfrau Maria.
Er war Student der Theologie im Studienhaus der Oblaten in Pozuelo (Madrid). Er hatte bereits die Subdiakonatsweihe empfangen. Am 22. Juli 1936 wurde er im Rahmen der religiösen Verfolgung in Spanien zusammen mit seinen Mitbrüdern im eigenen Kloster gefangen genommen. Am 24. Juli 1936 wurde er zusammen mit sechs weiteren Oblaten hingerichtet.
Die Seligsprechung der 22 spanischen Märtyrer der Oblaten, darunter auch Manuel Gutíerrez Martín, erfolgte am 17. Dezember 2011 in der Kathedrale von Madrid.